# Trandumskogen

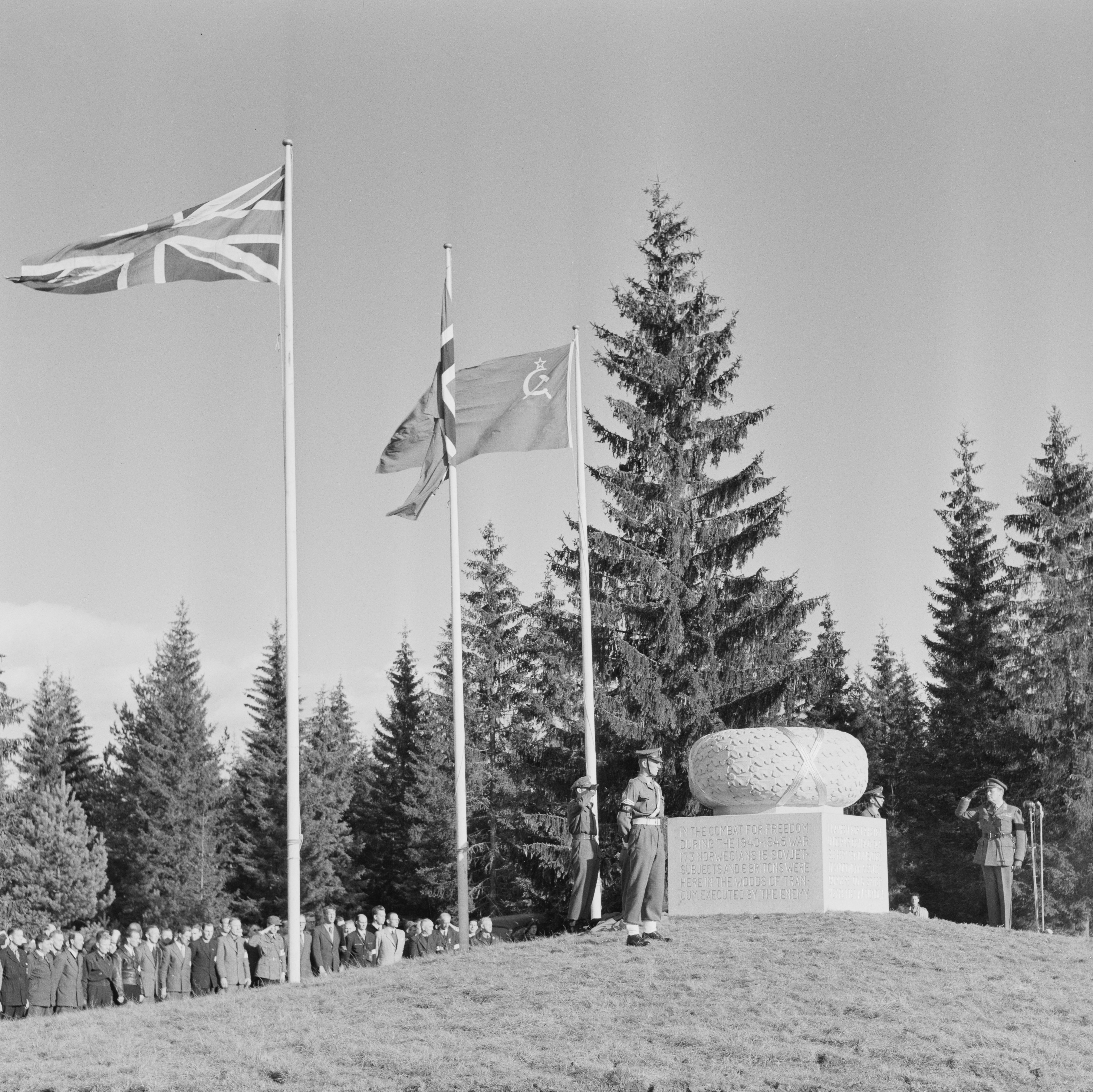
Invigning av minnesmärket i Trandumskogen.

Trandumskogen är en skog och ett nationellt minnesmärke i
Ullensakers kommun i Akershus fylke i Norge. På området avrättades totalt 194 personer av den tyska ockupationmakten och begravdes i massgravar.
Bland de avrättade var 173 från Norge, 15 från Ryssland och 6 från Storbritannien.
Efter andra världskriget grävdes de sjutton massgravarna upp och de döda identifierades och flyttades till andra kyrkogårdar. De tomma gravarna i Trandumskogen är utmärkta med enkla granitkors.
Den 10 oktober 1954 invigde kronprins Olav ett minnesmärke över de fallna. Det är utfört i ljus granit (Iddefjordgranit) av skulptören Per Palle Storm och försett med text på tre sidor på norska, engelska och ryska.
Den 8 maj 2020 utsågs en del av området till nationellt minnesmärke av Riksantikvaren.
På 80-årsdagen av krigsslutet och Norges befrielse den 8 maj 1945 höll 
kung Harald ett minnestal på platsen.